# Cephalaria attenuata
Cephalaria attenuata är en tvåhjärtbladig växtart som först beskrevs av Carl von Linné d.y., och fick sitt nu gällande namn av Johann Jakob Roemer och Schult. Cephalaria attenuata ingår i släktet jätteväddar, och familjen Dipsacaceae. Inga underarter finns listade i Catalogue of Life.